# Short Take Off But Arrested Recovery

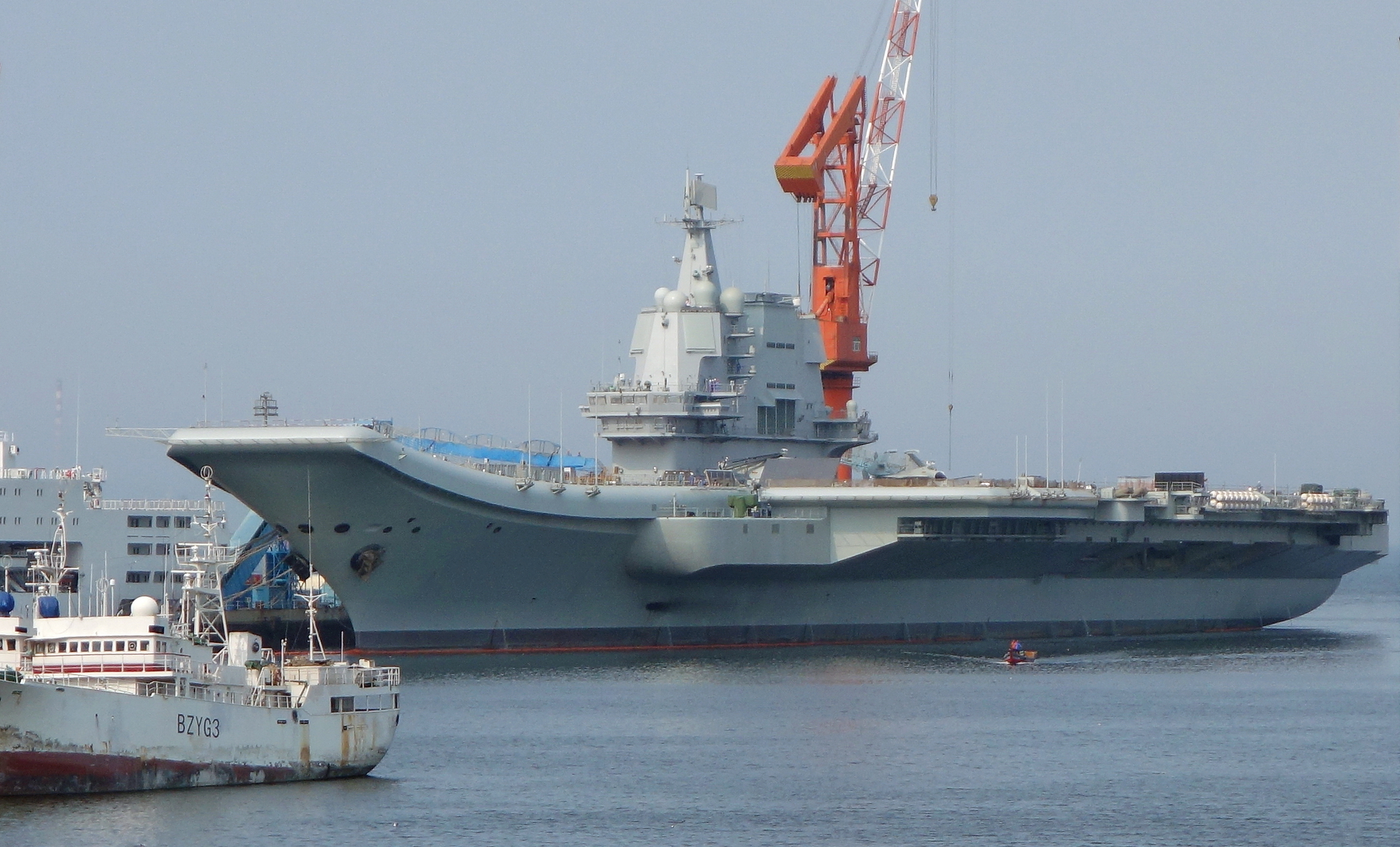
Die chinesische Shandong nutzt das STOBAR-System

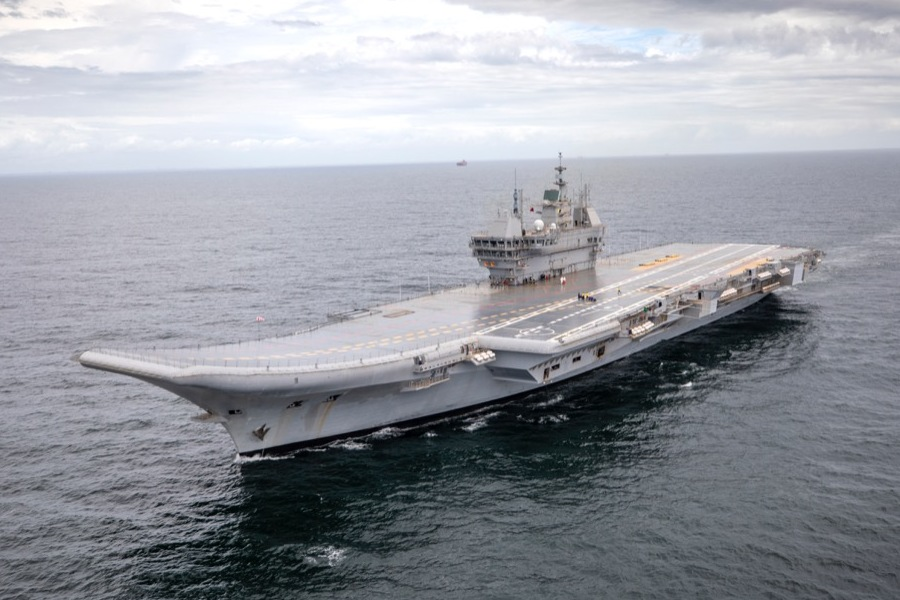
Die indische INS Vikrant nutzt das STOBAR-System

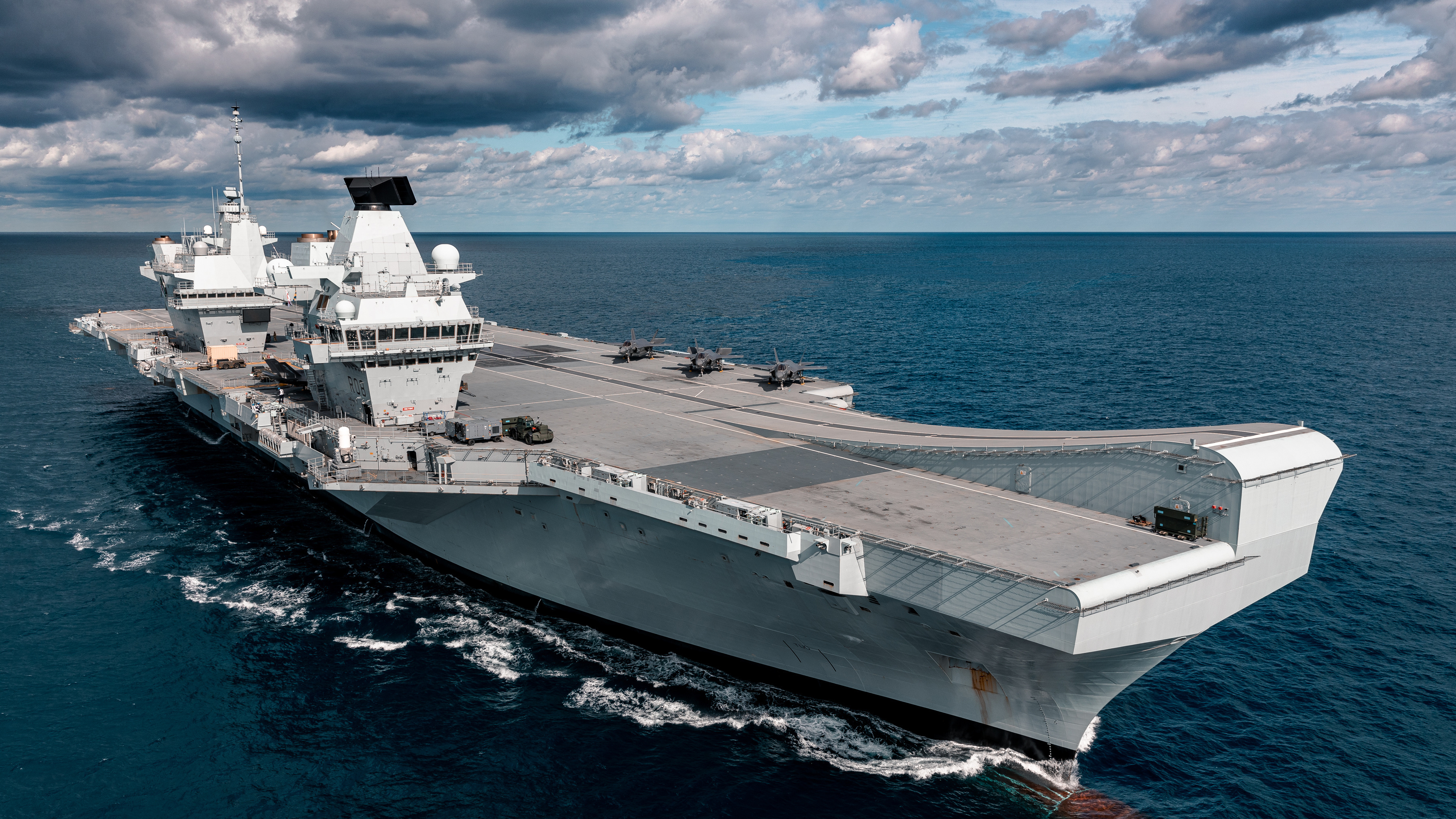
Die Rampe der britischen HMS Queen Elizabeth gilt nicht als STOBAR

Short Take Off But Arrested Recovery (STOBAR) ist ein System des Starts und der Wiederaufnahme von Flugzeugen auf Flugzeugträgern und bezieht sich auf Flugzeuge, die auf konventionelles Starten und Landen durch Beschleunigen bzw. Ausrollen angewiesen sind, also nach dem Conventional Take-Off and Landing-Prinzip konzipiert sind.
Alternative Konzepte sind Kurzstart mit vertikaler Landung (STOVL) oder vertikaler Start mit vertikaler Landung (VTOL).
Das System ergibt sich aus dem Platzmangel, der auf Flugzeugträgern herrscht und dazu führt, dass Start- und Landebahnen für das notwendige Beschleunigen bzw. Ausrollen zu kurz sind. Bei STOBAR starten die Trägerflugzeuge mithilfe einer Sprungschanze (ski jump) und werden beim Landen durch Rückhalteseile abgebremst. Erfolgt der Start mit Hilfe von Katapulten, ist von CATOBAR die Rede.
Das bekannteste Beispiel für einen Flugzeugträger, der STOBAR einsetzt, ist die russische Admiral Kusnezow, deren Su-33-Flugzeuge über eine Rampe starten. Obwohl auch die britische Marine Träger mit Startrampen einsetzt (Queen-Elizabeth-Klasse), wird in diesem Fall nicht von STOBAR gesprochen, da die genutzten Flugzeuge des Typs F-35B das STOVL-Prinzip nutzen, d. h., sie müssen nicht von Fangseilen abgebremst werden.

## Nutzer
Russische Marine
- Admiral Kusnezow

Indische Marine
- Vikramaditya (ex-sowjetischer Flugdeckkreuzer Admiral Gorschkow)
- Vikrant

Marine der Volksrepublik China
- Liaoning (ex-sowjetischer Flugdeckkreuzer Riga bzw. Warjag)
- Shandong